# 奔·邦拉离
奔·邦啦离（1962年5月27日—）出生地泰国的著名演員，电影导演、该慈善机构、出生于泰國沙繳府。